# Aeschynomene rudis
Aeschynomene rudis är en ärtväxtart som beskrevs av George Bentham. Aeschynomene rudis ingår i släktet Aeschynomene och familjen ärtväxter. Inga underarter finns listade i Catalogue of Life.